# Nemzetközi Booker-díj

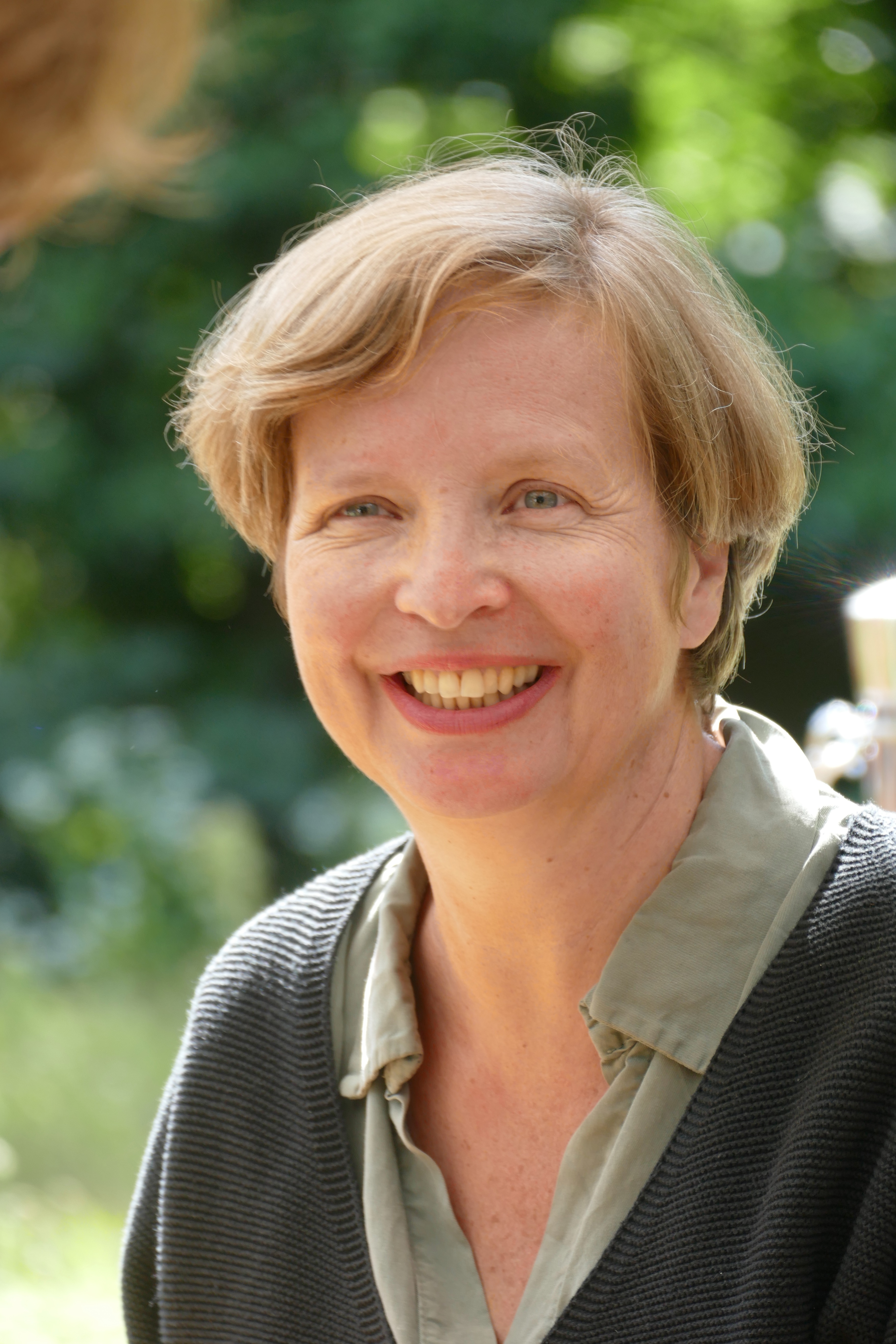
Jenny Erpenbeck (2024. évi nyertes)

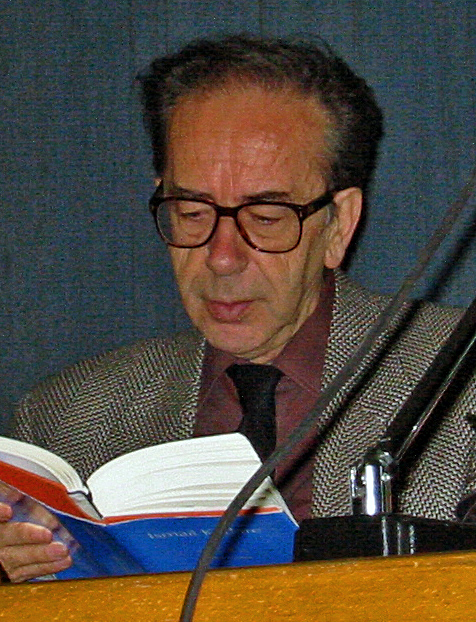
Ismail Kadare (2005. évi nyertes)

A Nemzetközi Booker-díj (angolul: International Booker Prize), 2019-ig Nemzetközi Man Booker-díj (angolul: Man Booker International Prize) egy brit irodalmi elismerés, melyet a fikciós irodalom területén alkotó, élő személyek kaphatnak meg, függetlenül állampolgárságuktól, nemzetiségüktől. 2005 és 2015 között kétévente ítélték oda életműdíjként, 2016-os megújítása után pedig évente, egyetlen lefordított műért.

## A díj
A díj alapítását 2004 júniusában jelentették be, első alkalommal 2005-ben osztották ki. A 2019-ig a brit Man Group befektetői csoport által finanszírozott s a Booker-díj kiegészítéseként életre hívott Nemzetközi Booker-díj eredetileg leginkább abban tért el az évente odaítélt Booker-díjtól, hogy egy-egy írónak nem csak egy művét díjazta, hanem teljes életművére világított rá, amellyel hozzájárult a világ fikciós irodalmához. A díj elnyeréséhez a szerző műveinek döntő többségének meg kellett jelennie angol nyelven, vagy elérhető kellett legyen angol fordításban. A díjat egy írónak csak egy alkalommal ítélték oda.
2015-ben a Booker Prize Foundation bejelentette: annak érdekében, hogy lendületet adjanak az idegen nyelvű fikciós művek angolra fordításának, a Nemzetközi  Booker-díjat összevonják a The Independent napilap hasonló jellegű nemzetközi szépprózai elismerésével, az Independent Nemzetközi Irodalmi Díjjal (Independent Foreign Fiction Prize), és 2016-tól egyetlen műért lesz kiosztható, évente.
2005 és 2015 között az irodalmi elismerés 60 000 font sterling (kb. 24,7 millió forint) összegű díjazással járt. A díjazott személy kijelölhetett egyet életműve angolra fordítói közül, akinek ebbéli tevékenységét további 15 000 font (24 000 euró) jutalommal ismerték el. 2016-tól a díj összege 50 000 font, amelyen a szerző egyenlő arányban osztozik műve fordítójával. A szoros jelölőlistára felkerült szerző és művének fordítója 1000 font jutalomban részesül.
A Man Group 2019 elején bejelentette, hogy ez lesz az utolsó év, amikor szponzorálják a díjat. A Crankstart  jótékonysági intézmény jelentkezett, hogy a következő öt évben szponzorálja a díjat. A díj nevét megváltoztatták Nemzetközi Booker-díjra.

## Díjazottak

### 2005-2015
| Év   | Díjazott             | Állampolgársága | Zsűri                                                                             | Jelöltek |
| ---- | -------------------- | --------------- | --------------------------------------------------------------------------------- | --- |
| 2005 | Ismail Kadare        | Albánia         | John Carey (elnök), Alberto Manguel, Azar Nafisi                                  | Margaret Atwood, Saul Bellow, Gabriel García Márquez, Günter Grass, Ismail Kadare, Milan Kundera, Stanisław Lem, Doris Lessing, Ian McEwan, Nagíb Mahfúz, Tomás Eloy Martínez, Óe Kenzaburó, Cynthia Ozick, Philip Roth, Muriel Spark, Antonio Tabucchi, John Updike, A. B. Yehoshua |
| 2007 | Chinua Achebe        | Nigéria         | Elaine Showalter (elnök), Nadine Gordimer, Colm Tóibín                            | Chinua Achebe, Margaret Atwood, John Banville, Peter Carey, Don DeLillo, Carlos Fuentes, Doris Lessing, Ian McEwan, Harry Mulisch, Alice Munro, Michael Ondaatje, Ámosz Oz, Philip Roth, Salman Rushdie, Michel Tournier                                                             |
| 2009 | Alice Munro          | Kanada          | Jane Smiley (elnök), Amit Chaudhuri, Andrej Jurjevics Kurkov                      | Peter Carey, Evan S. Connell, Mahashweta Dewi, E. L. Doctorow, James Kelman, Mario Vargas Llosa, Arnošt Lustig, Alice Munro, V. S. Naipaul, Joyce Carol Oates, Antonio Tabucchi, Ngũgĩ wa Thiong’o, Dubravka Ugrešić, Ljudmila Jevgenyjevna Ulickaja                                 |
| 2011 | Philip Roth          | USA             | Rick Gekoski (elnök), Carmen Callil, Justin Cartwright                            | Wang Anyi, Juan Goytisolo, James Kelman, John le Carré, Amin Maalouf, David Malouf, Dacia Maraini, Rohinton Mistry, Philip Pullman, Marilynne Robinson, Philip Roth, Szu Tong, Anne Tyler                                                                                            |
| 2013 | Lydia Davis          | USA             | Christopher Ricks (elnök), Elif Batuman, Aminatta Forna, Yiyun Li, Tim Parks      | U. R. Ananthamurthy, Aharon Appelfeld, Intizar Husain, Yan Lianke, Marie NDiaye, Josip Novakovich, Marilynne Robinson, Vlagyimir Georgijevics Szorokin, Peter Stamm |
| 2015 | Krasznahorkai László | Magyarország    | Marina Warner (elnök), Wen-chin Ouyang, Nadeem Aslam, Elleke Boehmer, Edwin Frank | César Aira, Ibrahim al-Koni, Hoda Barakat, Maryse Condé, Mia Couto, Amitav Ghosh, Fanny Howe, Krasznahorkai László, Alain Mabanckou, Marlene Van Niekerk |

### 2016 óta
| Év   | Díjazott                              | A mű címe                                                         | Ország        | Fordító           | Zsűri                                                                             | Jelöltek                                                                                  |
| ---- | ------------------------------------- | ----------------------------------------------------------------- | ------------- | ----------------- | --------------------------------------------------------------------------------- | ----------------------------------------------------------------------------------------- |
| 2016 | Han Gang                              | Növényevő (The Vegetarian)                                        | Dél-Korea     | Deborah Smith     | Boyd Tonkin (elnök), Tahmima Anam, David Bellos, Daniel Medin, Ruth Padel         | José Eduardo Agualusa, Elena Ferrante, Orhan Pamuk, Robert Seethaler, Yan Lianke          |
| 2017 | David Grossman                        | Egy ló besétál a bárba (A Horse Walks Into a Bar)                 | Izrael        | Jessica Cohen     | Nick Barley (elnök), Daniel Hahn, Helen Mort, Elif Shafak, Chika Unigwe           | Mathias Énard, Roy Jacobsen, Dorthe Nors, Ámosz Oz, Samanta Schweblin                     |
| 2018 | Olga Tokarczuk                        | (The Flights)                                                     | Lengyelország | Jennifer Croft    | Lisa Appignanesi (elnök), Michael Hoffman, Hari Kunzru, Tim Martin, Helen Oyeyemi | Virginie Despentes, Han Gang, Krasznahorkai László, Antonio Muñoz Molina, Ahmed Saadawi   |
| 2019 | Jokha Alharthi                        | (Celestial Bodies)                                                | Omán          | Marilyn Booth     | Bettany Hughes (elnök), Maureen Freely, Angie Hobbs, Pankaj Mishra, Elnathan John | Annie Ernaux, Marion Poschmann, Olga Tokarczuk, Juan Gabriel Vásquez, Alia Trabucco Zeran |
| 2020 | Marieke Lucas Rijneveld               | (De avond is ongemak)                                             | Hollandia     | Michele Hutchison |                                                                                   |                                                                                           |
| 2021 | David Diop                            | (Frère d’âme)                                                     | Franciaország | Anna Moschovakis  |                                                                                   |                                                                                           |
| 2022 | Geetanjali Shree (hindi : गीतांजलि श्री)    | eredeti cím: Ret Samadhi, hindi: रेत समाधि (angol cím: Tomb of Sand) | India         | Daisy Rockwell    |                                                                                   |                                                                                           |
| 2023 | Georgi Gospodinov (Георги Господинов) | eredeti cím: Времеубежище, angol cím: Time Shelter                | Bulgária      | Angela Rodel      |                                                                                   |                                                                                           |
| 2024 | Jenny Erpenbeck                       | eredeti cím: Kairos                                               | Németország   | Michael Hofmann   |                                                                                   |                                                                                           |